# Ivica Dačić
Ivica Dačić (în sârbă Ивица Дачић, n. 1 ianuarie 1966, Prizren, RS Serbia, RSF Iugoslavia) este un politician sârb din partea Partidului Socialist din Serbia și un fost prim-ministru. 

## Biografie
S-a născut la 1 ianuarie 1966 la Prizren, dar a crescut în satul Žitorađa. A absolvit Facultatea de Științe Politice la Universitatea din Belgrad în 1989. În 1991 s-a alăturat Partidului Socialist.
În perioada 1992 - 2000 a fost purtător de cuvânt al Partidului Socialist sub îndrumarea lui Slobodan Milošević, președinte al Serbiei și al Republicii Federale Iugoslavia. În 2006 a devenit președinte al Partidului Socialist. De la ministru de interne 2008 și prim-vicepremier în cabinetul lui Mirko Cvetković, iar pe 27 iulie 2012 a devenit prim-ministru al Serbiei, la poziția o coaliție cu Partidul Progresist Sârb și câteva partide mai mici.

## Politici
După ce a devenit prim-ministru, el sa confruntat cu provocările unei economii în declin și a aderării Serbiei la UE. Vorbind parlamentului, el a spus că șomajul și redresarea economică sunt principalele priorități ale statului.

### Relații externe
El a spus că Serbia va "coopera cu toate țările lumii, va susține securitatea, stabilitatea și relațiile bune în Balcanii de Vest și va susține reconcilierea".

### Aderarea la UE
Serbia a obținut statutul de candidat la UE sub guvernul lui Tadic, iar Dačić a declarat că noul guvern va implementa tot ceea ce guvernul anterior a acceptat în cadrul discuțiilor UE. Suporterii lui Dačić susțin că poziția sa pro-UE este evidentă în predarea lui Radovan Karadžić și Ratko Mladić în timpul mandatului său de ministru de interne și a rolului acestuia în călătoria fără viză pentru sârbii din UE. Ca urmare a confirmării de către Consiliul European din 28 iunie 2013 a faptului că negocierile formale privind aderarea Serbiei la UE ar putea începe, Dačić a anunțat că guvernul sârb va rămâne în continuare în sesiune pentru a finaliza discuțiile cât mai repede posibil. El a subliniat că armonizarea cu legile europene este o parte integrantă a planului guvernului de stimulare a investițiilor și a ocupării forței de muncă.

## Viața personală
Soția lui Dačić este numită Sanja Sakić Dačić. Are doi copii, un fiu pe nume Luka și o fiică pe nume Andrea. În afară de limba sârbă, Dačić nu vorbește altă limbă Dačić a fost un operator autorizat de radio amator. Dačić este președintele KK Partizan, Asociația sportivă a Serbiei și vicepreședintele Comitetului Olimpic din FR Iugoslavia. A fost numit președinte al RK Partizan la 23 iunie 2007. Tatăl său, Desimir, a murit la 30 ianuarie 2018.